# Łukasz Jarosiński
Łukasz Jarosiński (* 7. Oktober 1988 in Wałbrzych) ist ein ehemaliger polnischer Fußballtorhüter.

## Karriere

### Spieler
Łukasz Jarosiński spielte in seiner Jugend bis Dezember 2006 bei Górnik/Zagłębie Wałbrzych. Im Januar 2007 wechselte er im Alter von neunzehn Jahren zu Wisła Krakau. Dort kam er am 19. Mai 2007, dem 28. Spieltag der Saison 2006/07, unter Trainer Kazimierz Moskal zu seinem Debüt in der Ekstraklasa, als er im Heimspiel gegen Dyskobolia Grodzisk (0:4) in der Startelf stand und durchspielte. Nach der Gründung der Młoda Ekstraklasa, der separaten Nachwuchsliga, kam er vor allem dort zum Einsatz und konnte sogar ein Tor erzielen. In der Hinrunde der Saison 2008/09 wurde er an den Viertligisten Polonia/Sparta Świdnica ausgeliehen, um mehr Spielpraxis zu sammeln. Er kam sechzehnmal zum Einsatz. In der Saison 2010/11 wurde er an den Zweitligisten Górnik Polkowice ausgeliehen. Dort war er jedoch hinter Sebastian Szymanski nur Auswechseltorwart und kam nicht zum Einsatz. In der Hinrunde der Saison 2011/12 wurde er an den Drittligisten MKS Kluczbork ausgeliehen. Dort kam er zu einem Einsatz. Im März 2012 wechselte er ablösefrei zum norwegischen Zweitligisten Alta IF, wo er Stammtorhüter wurde. Jedoch stieg der Verein am Ende der Saison 2012 ab. Ein Jahr später schloss er sich dann Hønefoss BK an. Weitere Stationen waren Ham-Kam sowie KÍ Klaksvík auf den Färöer. In der Saison 2021 war Jarosiński erneut für Ham-Kam aktiv und beendete dort auch seine aktive Karriere.

### Trainer
Seit dem 6. Januar 2022 ist Jarosiński Torwarttrainer der Reservemannschaft von Vålerenga Oslo.

## Privates
Jarosińskis vier Jahre jüngerer Bruder Kamil ist ebenfalls Fußballprofi, jedoch zurzeit vereinslos. Zuletzt spielte er bei Górnik Wałbrzych in der dritten polnischen Liga.